# Hlînenka, Ripkî
Hlînenka (în ucraineană Глиненка) este un sat în așezarea urbană Ripkî din regiunea Cernihiv, Ucraina.

## Demografie
Componența lingvistică a localității Hlînenka
     Ucraineană (97,62%)
     Rusă (2,38%)
Conform recensământului din 2001, majoritatea populației localității Hlînenka era vorbitoare de ucraineană (97,62%), existând în minoritate și vorbitori de rusă (2,38%).